# Enicospilus bruneiensis
Enicospilus bruneiensis är en stekelart som beskrevs av Ian D. Gauld 1985. Enicospilus bruneiensis ingår i släktet Enicospilus och familjen brokparasitsteklar. Inga underarter finns listade i Catalogue of Life.